# Закон долини
«Зако́н доли́ни» (англ. Law of the Valley) — вестерн 1944 року режисера Говарда Бретертона. Це дванадцята стрічка із серії фільмів про маршала «Неваду» Джека Маккензі. Головні ролі зіграли Джонні Мак Браун, Реймонд Гаттон, Лінн Карвер, Кірк Беррон та Едмунд Кобб.

## У ролях
- Джонні Мак Браун — «Невада» Джек Маккензі
- Реймонд Гаттон — Сенді Гопкінс
- Лінн Карвер — Енн Дженнінгс
- Кірк Беррон — Том Фіндлі
- Едмунд Кобб — Ден Стентон
- Чарльз Кінг — Міллер
- Том Квінн — Кондон
- Стів Кларк — Слім Робертс
- Хел Прайс — шериф
- Маршалл Рід — Ел Грін
- Джордж ДеНорманд — Ред Адамс
- Джордж Моррелл — володар ранчо Дженнінгс
- Чарльз Макмерфі — бармен